# Reichenbach am Heuberg
Reichenbach am Heuberg település Németországban, azon belül Baden-Württembergben. Lakosainak száma 456 fő (2023. december 31.). Reichenbach am Heuberg Bubsheim, Wehingen és Egesheim községekkel határos.
Reichenbach am Heuberg egy kis település Baden-Württembergben, Tuttlingen járásban, Németországban.

## Fekvése
Reichenbach a településen is keresztülfolyó Alsó-Béra magas völgyében, a Nagy-Heubergben, a Sváb-Alb délnyugati részén fekszik. Ezenkívül egy kis forráspatak (Reichenbach vagy más néven Talbach) folyik át a településen, amely a Bärába ömlik.

## Története
Reichenbach am Heuberg nevét először 793-ban említették egy oklevélben. A törzsi hercegségek idején Reichenbach a Sváb Hercegségben feküdt. A falu Hohenberg megyéhez tartozott. 1391-ben Vorderösterreich része lett, ahol egészen addig maradt, amíg 1805-ben Württemberg része nem lett.
A Württembergi Királyság idején a 19. században a falu a spaichingeni járáshoz tartozott. A falu 1938-ban a tuttlingeni járáshoz került, majd 1945-ben a francia megszállási övezet része lett, és így a háború utáni Württemberg-Hohenzollern tartományhoz csatlakozott, amely 1952-ben beolvadt Baden-Württemberg tartományba.
Reichenbach 1928-tól 1966-ig a Heubergbahn végállomása volt.
Az egykori parasztfalu mára ipari és lakóközséggé vált.

## Nevezetességek
- Reichenbach melletti Schafweiden im Unteren Bäratal tájvédelmi körzet

- Szent Kiklós katolikus plébániatemplom – rokokó berendezéssel, mely Hieronymus Spiegel orgonaépítő mester kevés fennmaradt művének egyike.

## Népesség
A település népessége az elmúlt években az alábbi módon változott:
| Lakosok száma | 378  | 420  | 406  | 383  | 404  | 495  | 511  | 544  | 494  | 456  |
|               | 1961 | 1967 | 1974 | 1980 | 1987 | 1993 | 2000 | 2006 | 2013 | 2023 |